# Stazione di Caluso
La stazione di Caluso è una stazione ferroviaria posta sulla linea Chivasso-Aosta, è al servizio dell'omonimo comune.

## Storia
La stazione entrò in funzione il 1º maggio 1858, con l'attivazione della tratta Chivasso–Caluso della linea per Aosta.
Il 5 novembre dello stesso anno, venne attivata il tratto Caluso-Ivrea.

## Strutture e impianti
Il fabbricato viaggiatori si sviluppa su due piani.

## Movimento
La stazione è servita da treni regionali effettuati da Trenitalia nell'ambito del contratto di servizio stipulato con la Regione Piemonte.

## Servizi
La stazione dispone di:
- Biglietteria automatica

## Interscambi
- Fermata autobus